# Falete
Rafael Ojeda Rojas, noto come Falete (Siviglia, 26 gennaio 1978), è un cantante spagnolo.

## Biografia
Falete è un cantautore gitano nato a Siviglia nel quartiere del Polígono de San Pablo. È Figlio di Falín, membro del gruppo folklorico spagnolo Cantores de Híspalis.
Debuttò per la prima volta nel Teatro Lope de Vega di Siviglia all'età di 17 anni cantando per la bailaora flamenca La Chunga.
Negli anni novanta fu protagonista di diversi spettacoli di flamenco in Spagna e all'estero.
Ebbe come maestro, fra gli altri, Jesús Quintero.
Falete è un personaggio molto conosciuto nella cronaca rosa spagnola. Nel 2008 il suo ex fidanzato ed allora promesso sposo, José Issac Rocce Silva, finì in carcere per aver inscenato un suo sequestro che sarebbe avvenuto alle 5:00 della mattina del 13 ottobre del 2008 nella piazza centrale sivigliana dell'Alfalfa. Appena scoperta la finzione Falete annullò indignato le nozze previste per quello stesso anno durante una conferenza stampa.
Nel 2010, un nuovo compagno di Falete fu accusato di rapina con arma bianca e del furto di un telefonino.

## Discografia
- 2004: Amar duele
- 2006: Puta mentira
- 2007: Coplas que nos han matao
- 2008: ¿Quien te crees tu?
- 2012: Sin censura

Nella sua discografia appaiono versioni rivisitate d'originali di artisti flamenchi come Lola Flores, Rocío Jurado, Chavela Vargas, Isabel Pantoja, Javier Oliva Tortosa, e Paco Ibáñez.

## Premi e riconoscimenti
Vinse nel 2005 il "Disco de oro" per aver venduto più di 60 000 copie del suo primo album “Amar duele”.